# Raimondo D'Aronco
Raimondo Tommaso D'Aronco  (Gemona del Friuli, 31 de agosto de 1857 – San Remo, 3 de mayo de 1932) fue un arquitecto italiano representante destacado del estilo Liberty.

## Biografía
En su formación permaneció 3 años en el Imperio austrohúngaro —concretamente en el territorio de la actual Austria— como aprendiz de mampostería. Se trasladó a Estambul en 1893 con motivo de realizar un diseño para un pabellón de una exposición nacional otomana, pero un terremoto le hizo establecerse de manera prolongada en la ciudad, donde efectuó varios proyectos y restauraciones. Fue el introductor del estilo Liberty en Estambul, donde ejerció durante 15 años como arquitecto jefe del imperio Otomano al servicio del sultán Abdul Hamid II.

## Obras
En Estambul
- Escuela Imperial de Medicina (perteneciente en la actualidad a la Universidad del Mármara; junto a Alexandre Vallaury, 1894)[6]
- Casa Botter (1900)[7]
- Tumba-mausoleo de Sheikh Zafir[8]

En Damasco
- Columna metálica conmemoradora de la línea de telégrafo entre Damasco y el Hiyaz.[4]

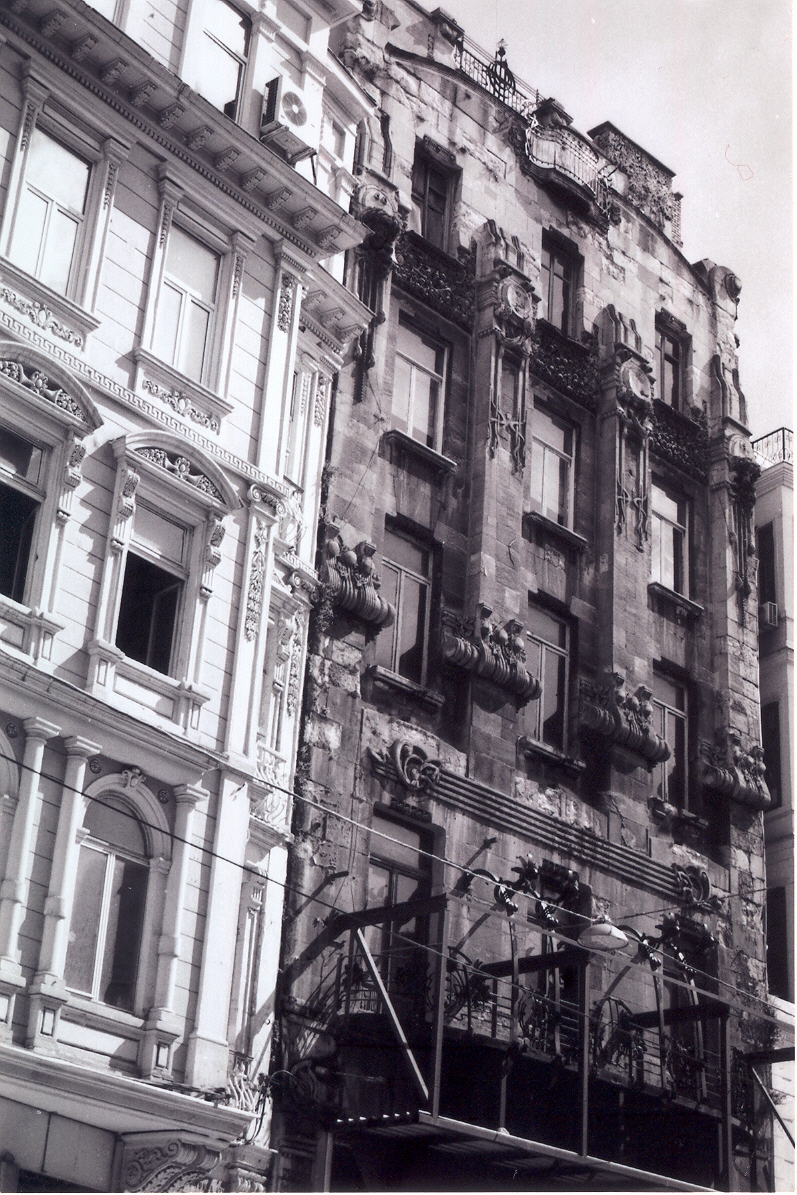
Fachada de la Casa Botter (a la derecha)
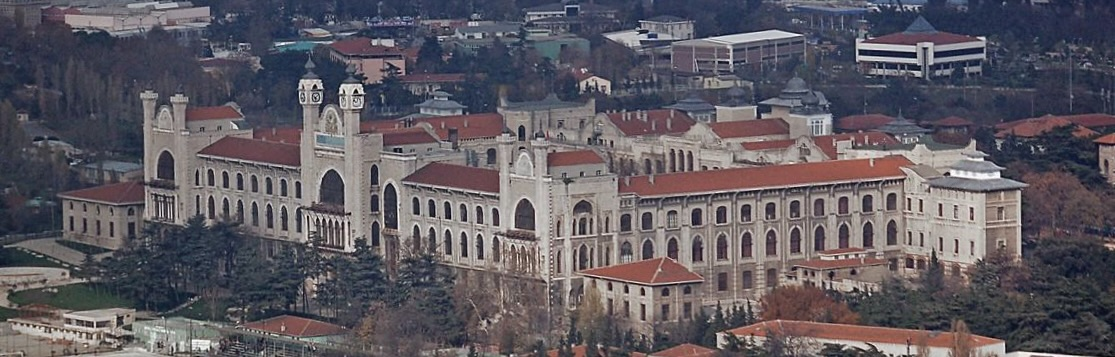
Haydarpaşa lise
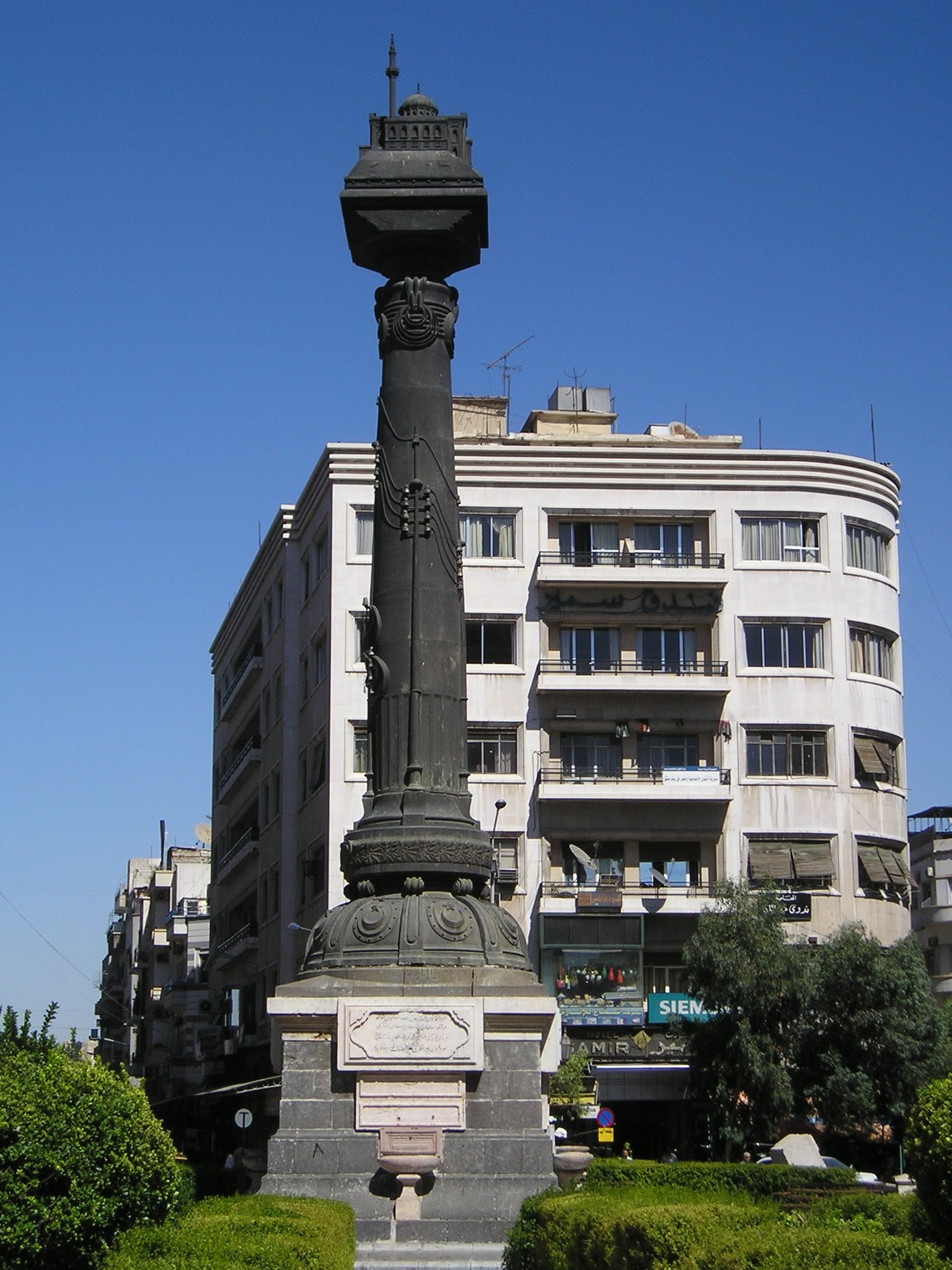
Columna monumental en Damasco.
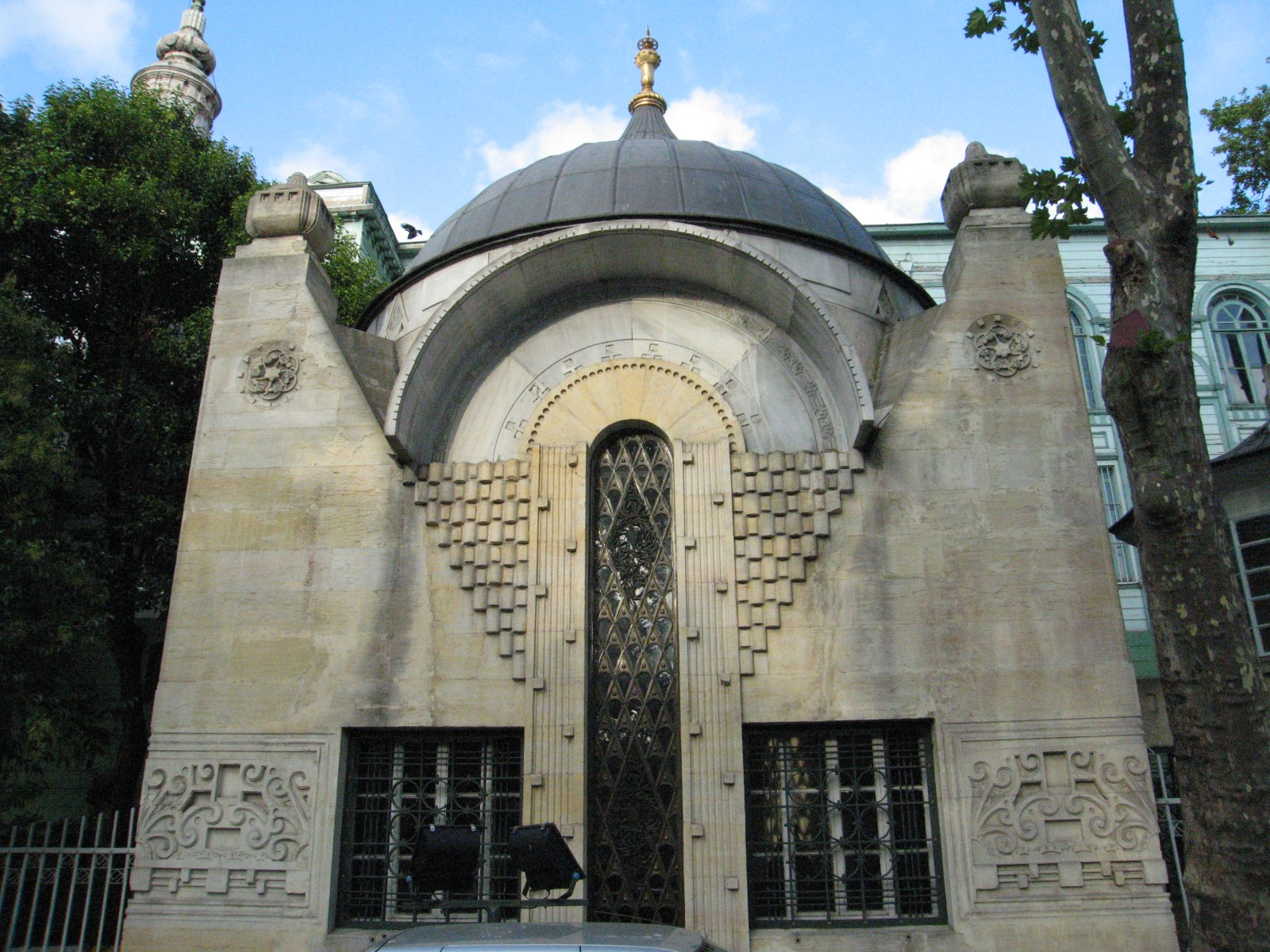
Tumba del jeque Zafir